# Láczai Szabó József
Láczai Szabó József (Sárospatak, 1764. július 14. – Sárospatak, 1828. szeptember 21.) magyar református lelkész, egyházi író, tanár.

## Élete és munkássága
Sárospatakon járt iskolába, majd két évig külföldön, előbb Utrechtben majd Göttingenben tanult. 1791-ben Pápán lett oktató, 1805-ben pedig Lepsényben lelkész. 1807-ben szülővárosa hívta meg lelkésznek, itt a helyi kollégium tanára is volt.
Versei több folyóiratban is megjelentek (Orpheus, Szépliteraturai Ajándék, Felsőmagyarországi Minerva), 1805 és 1808 között a Prédikátori Tárház egyik szerkesztője volt. Kazinczy Ferenchez paszkvillust (gúnyverset) írt, Kazinczy pedig Lúdhattyú című versében Láczait egy magát hattyúnak képzelő lúdhoz hasonlítja.

## Munkái
1. Oskolai tanítókönyv. Irta német nyelven Luntz György János, kemptei oskolák igazgatója. Most pedig szabadon fordítva és némely szükséges változásokkal és bővítéssel alkalmaztatva a magyar ifjuság hasznára kiadta. Győr, 1793.
2. Keresztyen kathekismus a vallás historiájával és némely szükséges könyörgésekkel együtt. Koppe után ford. Ugyanott, 1796. (3. kiadás. Uo. 1802. 4. k. Vácz és Nagyvárad. 1802. 5. k. Vácz és Sziget, 1816.: átdolgozott kiadása. I. A hit ágazatairól. Kolozsvár, 1813. II. A keresztyén erkölcsi tudományról 6. kiadás. Nagy-Enyed. 1834.)
3. Kisdedek kathekismusa, az az: a keresztyén hitnek és kegyességnek fő ágazatjai, egyűgyű kérdésekbe és feleletekbe szedve; a kisded tanulók számára kiadta. Győr, 1804. (Vácz, 1812., Nagy-Enyed, 1830. Brassó, 1831., Kolozsvár, 1832. Új javított és bővített kiadás. Komárom, 1850.; újabb kiadása ezen cím alatt: Kisdedek kátéja, vagy keresztény hit- és erkölcstan elemei egyszerű kérdésekben és feleletekben. Láczai József nyomán újból dolgozva Kolozsvár, 1857. és 1866.)
4. A halhatatlanság oszlopa, vagyis némely halotti versek, melyeket pápai professor korában készített ... Vácz, 1807. (Erkölcsi mesés toldalékkal bővített 2. kiadás. Sárospatak, (1813.)
5. Énekek. Uo. 1807. (Uj kiadás. Sárospatak, 1813.)
6. Vallástevő katechismus. Sárospatak, 1813. (Többször még újabban is újra nyomatott.)
7. A keresztyén vallásra való útmutatás. Stapfer után. Uo. 1813. (Sok kiadása van.)
8. Láczai Sz. József Predikatziójinak három darabja. Uo. 1813-14., 1819-20. Négy kötet.
9. Diadalmi pompa, vagy is, az igaz ker. hazafinak okok diadalmi örvendezése, melyet a 16., 17., 18. octoberben 1813. Lipsia alatt történt fényes és hasznos győzedelem ünneplésére egybegyült minden hitfelekezetű hazafi sokaság előtt élő szóval elő-adott. Uo. 1814.
10. A reformatázió harmadik századjának öröm innepe, melyet az egyházi felsőség rendeléséből közönséges examenti alkalmatossággal egybegyült külső és belső főrendekkel, és vallását szerető sokasággal együtt szentelt. Uo. 1817.
11. A jegyzetekre tett próbavizsgálás a reform. harmadik százados öröm ünnepe után való esztendőben. Uo. 1818.
12. Az egyházi főigazgatóknak Istenes méltósága. Vay József főgondnok felett. Uo. 1822.
13. Az Isten házának okos és keresztyéni szeretete azon prédikátzióba foglalva, mely elmondatott S.-Patakon márcz. 13. 1825. a nagy templom megujításáért tartott hálaadásnak innepnapján. Uo. 1825.
14. Erkölcsi olvasókönyvecske. Készítette az apróbb oskolák számára. Uo. 1825.
15. Rövid erkölcsi tudomány. Uo. 1826.
16. Hazafiúi keresztyén hódolás, mellyel dicsőségesen országló Ferencz királyunk becses életéért való hálaadásra s esedezésre kivánta buzdítani minden rendű hallgatóit ... febr. 12. 1826. Uo. 1826.
17. Templomi köznapi könyörgések. Uo. 1827.

Szerkesztette a Prédikátori Tárház c. folyóiratot (nyomtatott Veszprémben) 1805-1808. Három darab 12 füzet. Fábián Józseffel együtt (ebben több cikke és prédikációi)
Nevét Láczai Sz. Józsefnek és Láczai Józsefnek is írta.